# Долчеканто (Бари)
Долчеканто (итал. Dolcecanto) је насеље у Италији у округу Бари, региону Апулија.
Према процени из 2011. у насељу је живело 49 становника. Насеље се налази на надморској висини од 425 м.